# Nova Cerkev
Nova Cerkev je naselje u slovenskoj Općini Vojniku. Nova Cerkev se nalazi u pokrajini Štajerskoj i statističkoj regiji Savinjskoj. 

## Stanovništvo
Prema popisu stanovništva iz 2002. godine naselje je imalo stanovnika.